# إمريكان إيغل

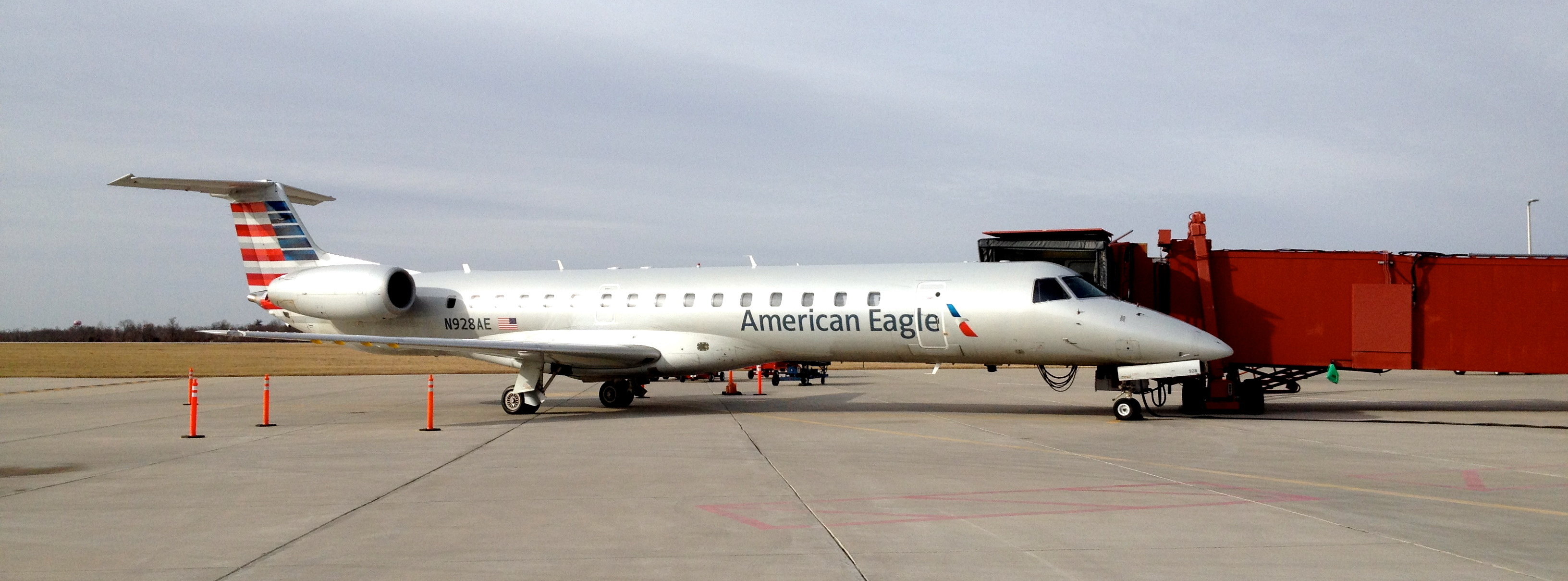
طائرة إمبراير إي آر جيه 145 في مطار جوبلن الدولي بجوبلن (2014).

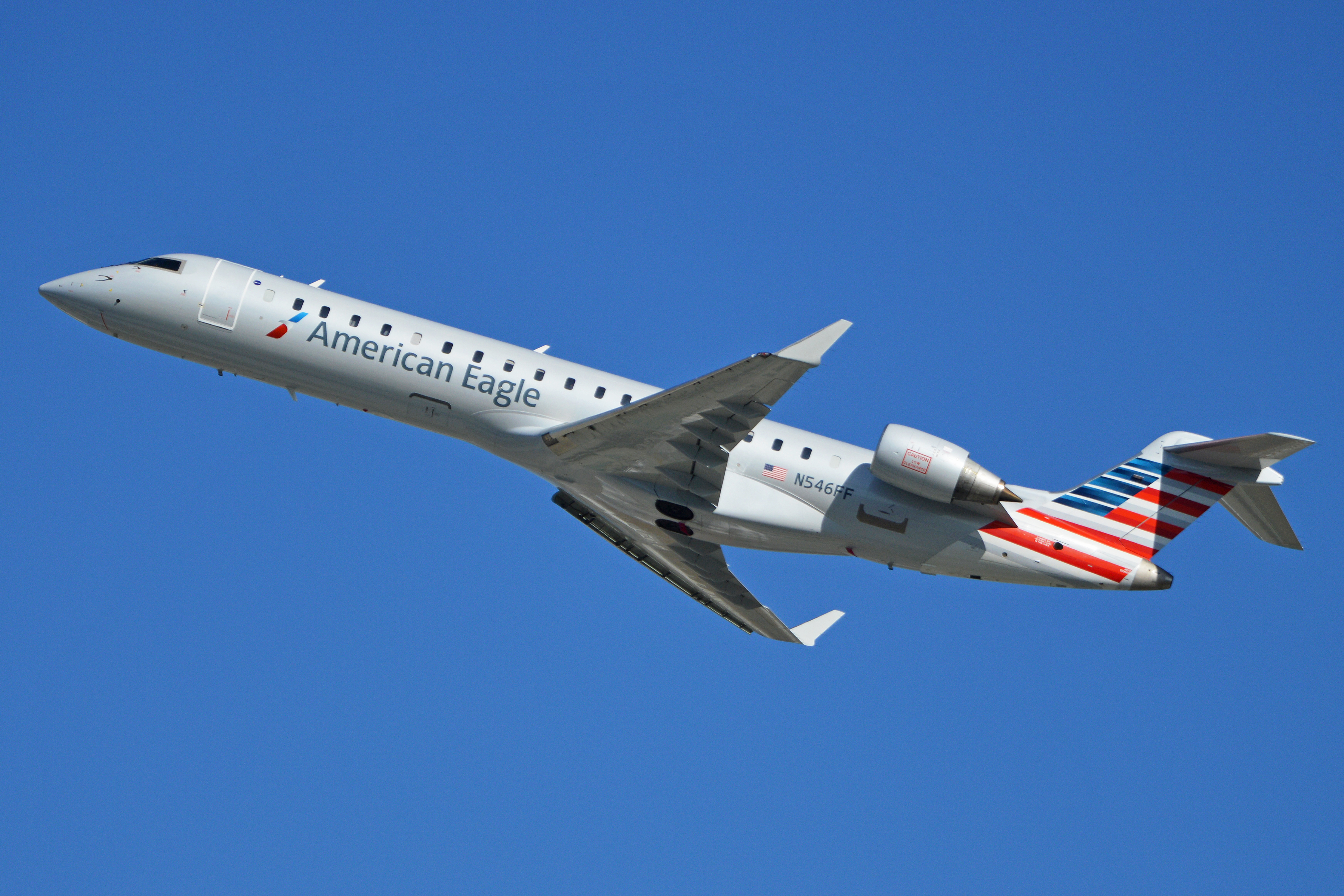
طائرة بومباردييه سي آر جيه 700 في مطار لوس أنجلوس الدولي (2014).

إمريكان إيغل (خطوط جوية)، شركة طيران أمريكية إقليمية ضخمة مقرها في فورت وورث (تكساس) في الولايات المتحدة تم تأسيسها عام 1984 ويتكون أسطولها البالغ عدده 628 من طائرات بومباردييه سي آر جيه 200 (146 طائرة) وإمبراير اي-جت (122 طائرة) وبومباردييه سي آر جيه 700 (155 طائرة) وإمبراير إي آر جيه 145 (160 طائرة) وبومباردييه داش 8 (36 طائرة).